# Glacier du Milieu
Le glacier du Milieu est un glacier de France situé dans le massif du Mont-Blanc, sur la commune de Chamonix-Mont-Blanc.
Le glacier naît sur l'adret de l'aiguille d'Argentière, à environ 3 600 mètres d'altitude, et se dirige vers le sud-ouest en direction du glacier d'Argentière. Il fait partie des glaciers latéraux situés en rive droite du glacier d'Argentière avec ceux des Rouges du Dolent, du Tour-Noir et des Améthystes au sud-est et du Chardonnet, du Trident, Adams Reilly et du Passon au nord-ouest. De l'autre côté de l'aiguille d'Argentière qui marque la frontière avec la Suisse se trouve le glacier de Saleinaz. Le refuge d'Argentière se situe juste au sud du glacier du Milieu.

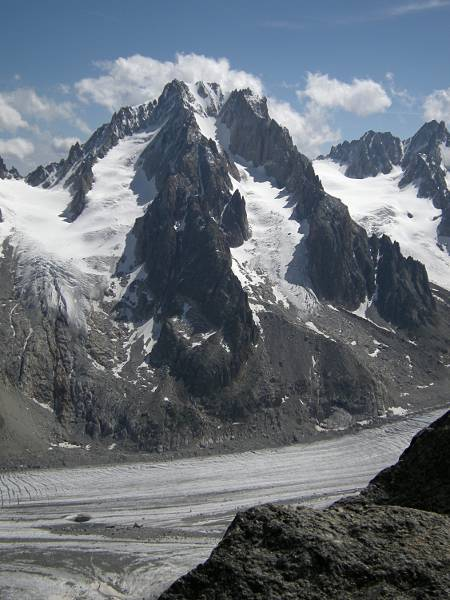
L'aiguille d'Argentière vue depuis l'aiguille des Grands Montets à l'ouest avec le glacier du Milieu encadré par deux arêtes rocheuses et descendant en direction du glacier d'Argentière.